# Przywłoczno
Przywłoczno – przepływowe jezioro rynnowe, położone w mezoregionie Bory Tucholskie, w kompleksie leśnym Borów Tucholskich, w gminie Stara Kiszewa, w powiecie kościerskim województwa pomorskiego.

## Charakterystyka
Akwen jest połączony z obszarem jezior Czerwonko i Wierzchul ("Obszar Chronionego Krajobrazu Doliny Wierzycy"). Najbliższą miejscowością jest leżąca na północnym zachodzie od jeziora wieś Olpuch. Północna linia brzegowa jeziora jest porośnięta lasem sosnowym.

## Dane morfometryczne
- powierzchnia całkowita: 33,58 ha,
- wysokość: 126,7 m n.p.m.,
- głębokość maksymalna: 10,9 m.